# Hysteropterum declivum
Hysteropterum declivum är en insektsart som beskrevs av Dlabola 1986. Hysteropterum declivum ingår i släktet Hysteropterum och familjen sköldstritar.
Artens utbredningsområde är Spanien. Inga underarter finns listade i Catalogue of Life.